# Колтаков Микола Володимирович
Микола Володимирович Колтаков (13 травня 1983 , Глухів, Сумська область ) — український спортсмен, тренер, спортивний журналіст, заслужений тренер України з пауерліфтингу (зір) (2025)

, майстер спорту України міжнародного класу з пауерліфтингу (2011), чемпіон України з жиму штанги лежачи, учасник чемпіонату світу з жиму штанги лежачи за версією IPF (2011), чемпіон світу з жиму штанги лежачи за версією WUAP (2008), тренер штатної збірної команди України з пауерліфтингу (спортсмени з порушеннями зору).

## Біографія
Народився 13 травня 1983 року в місті Глухів, Сумська область, Україна.
У 1997 році закінчив з відзнакою Школу мистецтв ім. Максима Березовського.
У 2000 році закінчив Глухівську загальноосвітню школу I—III ступенів № 3.
У 2005 році закінчив Глухівський національний педагогічний університет імені Олександра Довженка. Спеціальність: вихователь дітей дошкільного віку, інструктор фізичного виховання дітей дошкільного віку.
У 2014 році закінчив Сумський державний педагогічний університет ім. А. С. Макаренка. Спеціальність: вчитель фізичної культури, тренер з пауерліфтингу.
У 2015 році закінчив магістратуру в Сумському державному педагогічному університеті ім. А. С. Макаренка. Спеціальність: магістр спорту, викладач спорту у вищих навчальних закладах.
У травні-липні 2002 року працював педагогом-організатором в дитячому центрі «Молода гвардія» (м. Одеса).
З 2009 по 2017 рік працював в міжнародному спортивному медіа-проєкті «Железный мир».
З липня 2017 року по листопад 2024 року реєстратор суддів з пауерліфтингу Міжнародної федерації спорту сліпих (IBSA).
З січня 2018 року по червень 2019 року працював директором Глухівського міського центру фізичного здоров'я населення «Спорт для всіх».
З липня 2018 року керівник комітету зі ЗМІ Національної федерації бодібілдингу України.
З квітня 2019 року тренер штатної збірної команди України з пауерліфтингу (спортсмени з порушеннями зору).

## Спортивні досягнення
Заслужений тренер України з пауерліфтингу (зір) (2025). Майстер спорту України міжнародного класу з пауерліфтингу (2011). Майстер спорту України з пауерліфтингу (2005). Чемпіон світу з жиму штанги лежачи за версією WUAP (2008). Учасник Чемпіонату світу з жиму штанги лежачи за версією IPF — 9 місце (2011). Чемпіон України з жиму штанги лежачи за версіями IPF, WPC, UPO. Неодноразовий переможець і призер міжнародних та Всеукраїнських змагань з пауерліфтингу та жиму штанги лежачи.
Суддя Національної категорії з пауерліфтингу ФПУ-IPF (2010).
Суддя Національної категорії з важкої атлетики (2011). Суддя міжнародної категорії з пауерліфтингу IBSA (2018). Суддя національної категорії з пара пауерліфтингу (2020).

## Журналістська діяльність
З 2009 року власний кореспондент журналу «Железный мир».
З серпня 2010 року директор представництва в Україні журналу «Железный мир».
З березня 2013 року шеф-редактор журналу «Железный мир».
З лютого 2015 року по липень 2016 року головний редактор журналу «Железный мир».
Член Асоціації спортивних журналістів України. Член Міжнародної асоціації спортивної преси (AIPS). Член Національної спілки журналістів України.
20-21 вересня 2017 року коментував в прямому ефірі телеканалу XSPORT чемпіонат України з важкої атлетики серед чоловіків і жінок.
12-16 вересня 2018 року коментував в прямому ефірі телеканалу XSPORT чемпіонат України з важкої атлетики серед чоловіків і жінок.
15-19 липня 2019 року коментував в прямому ефірі телеканалу XSPORT чемпіонат України з важкої атлетики серед чоловіків і жінок.
З січня 2018 року співробітник прес-служби Національної федерації бодібілдингу України.
З липня 2018 року керівник комітету зі ЗМІ Національної федерації бодібілдингу України.
У 2020—2021 роках коментував в прямому ефірі на національних телеканалах турніри Федерації стронгмену України.
У серпні 2021 року під час XVI літніх Паралімпійських ігор в Токіо працював в якості експерта на телеканалах Equalympic і UA: Перший.
8-10 липня 2022 року коментував у прямому ефірі телеканалу XSPORT змагання з пауерліфтингу на XI Всесвітніх іграх (м. Бірмінгем, США).
13-15 жовтня 2023 року коментував у прямому ефірі телеканалу XSPORT змагання зі стронгмену на міжнародному фестивалі «Арнольд Класик Європа» (м. Мадрид, Іспанія).
14-21 квітня 2025 року коментував у прямому ефірі телеканалу Sport1 Чемпіонат Європи з важкої атлетики серед чоловіків та жінок (м. Кишинів, Молдова).

## Відзнаки та нагороди
30 березня 2008 року нагороджений Подякою голови Сумської обласної державної адміністрації.
7 червня 2017 року нагороджений Подякою голови Сумської обласної державної адміністрації.
15 липня 2024 року з нагоди Дня Української Державності нагороджений Почесною грамотою Рівненської обласної державної адміністрації.
Лауреат премії Асоціації спортивних журналістів України «Підсумки спортивного року 2016» в індивідуальній номінації «За вірність спортивній журналістиці».
Лауреат премії Асоціації спортивних журналістів України «Підсумки спортивного року-2017» в індивідуальній номінації «Кращий фотокореспондент АСЖУ».
Лауреат премії Асоціації спортивних журналістів України «Підсумки спортивного року-2018» в індивідуальній номінації «Кращий фотокореспондент АСЖУ».